# Baixos al Raval de Barcelona, 27 (Ripoll)
Els Baixos al Raval de Barcelona, 27 és una obra de Ripoll protegida com a Bé Cultural d'Interès Local.

## Descripció
Conjunt format per dues obertures. Es tracta d'una porta d'accés a la casa, amb llinda i brancals de carreus pedra, amb tres esglaons de pedra per salvar el desnivell entre el carrer i l'entrada a la casa. El segon esglaó té una llargada superior als altres per a fer, també la funció de banc. La segona obertura ha estat reformada per convertir-se en garatge, fent que s'hagin perdut els brancals de pedra d'un dels laterals; en l'altre lateral hi ha els brancals. La llinda ha estat extreta i retallada, i està sobreposada damunt de la porta. A la llinda hi ha inscrita una creu llatina i dues ferradures.